# Rajon Markiwka
Der Rajon Markiwka (ukrainisch Марківський район/Markiwskyj rajon; russisch Марковский район/Markowski rajon) war eine 1923 (in seinen heutigen Grenzen 1965) gegründete Verwaltungseinheit innerhalb der Oblast Luhansk im Osten der Ukraine.
Der Rajon hatte eine Fläche von 1166 km² und eine Bevölkerung von etwa 15.000 Einwohnern, der Verwaltungssitz befand sich in der namensgebenden Siedlung städtischen Typs Markiwka.
Am 17. Juli 2020 kam es im Zuge einer großen Rajonsreform zum Anschluss des Rajonsgebietes an den Rajon Starobilsk.

## Geographie
Der Rajon lag im Nordosten der Oblast Luhansk. Er grenzte im Norden (Oblast Woronesch, Rajon Kantemirowka) an Russland, im Osten an den Rajon Milowe im Süden an den Rajon Bilowodsk, im Südwesten auf einem kurzen Stück an den Rajon Starobilsk sowie im Westen an den Rajon Nowopskow.
Durch das ehemalige Rajonsgebiet fließt in südlicher Richtung der Fluss Derkul sowie dessen Zufluss Lysna (Лизна), dabei ergeben sich Höhenlagen zwischen 90 und 220 Metern.

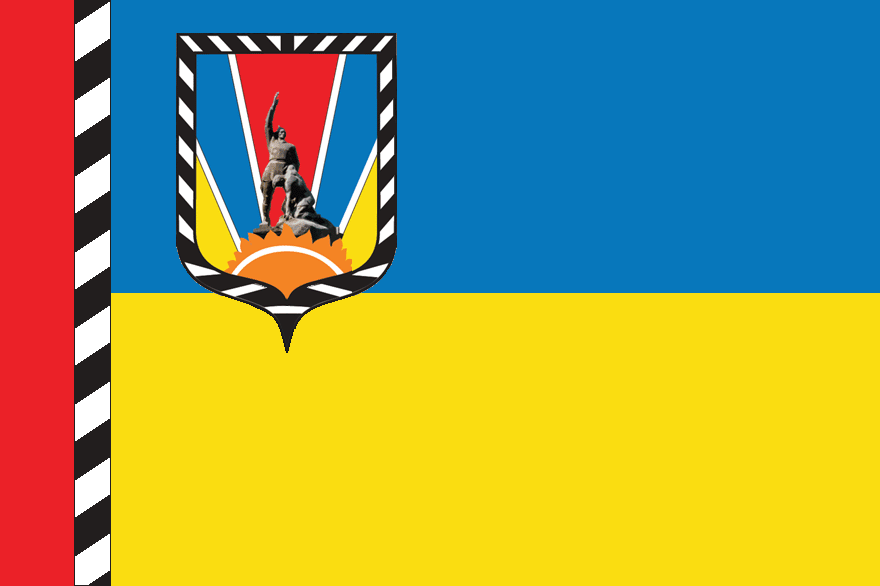
Flagge des Rajons

## Administrative Gliederung
Auf kommunaler Ebene war der Rajon in eine Siedlungsratsgemeinde sowie 8 Landratsgemeinden unterteilt, denen jeweils einzelne Ortschaften untergeordnet waren.
Zum Verwaltungsgebiet gehörten:
- 1 Siedlung städtischen Typs
- 33 Dörfer

### Siedlungen städtischen Typs
| Siedlungen städtischen Typs | Siedlungen städtischen Typs | Siedlungen städtischen Typs |
| Name                        | Name                        | Name                        |
| ukrainisch transkribiert    | ukrainisch                  | russisch                    |
| --------------------------- | --------------------------- | --------------------------- |
| Markiwka                    | Марківка                    | Марковка (Markowka)         |

### Dörfer
| Dörfer                      | Dörfer             | Dörfer                                  | Dörfer            |
| Name                        | Name               | Name                                    | Gemeindezuordnung |
| ukrainisch transkribiert    | ukrainisch         | russisch                                | Gemeindezuordnung |
| --------------------------- | ------------------ | --------------------------------------- | ----------------- |
| Bondariwka                  | Бондарівка         | Бондаревка (Bondarewka)                 | Bondariwka        |
| Bondarne                    | Бондарне           | Бондарное (Bondarnoje)                  | Sytschanske       |
| Derkulowe (bis 2016 Komuna) | Деркулове (Комуна) | Деркулово (Derkulowo)/Коммуна (Kommuna) | Markiwka          |
| Fartukiwka                  | Фартуківка         | Фартуковка (Fartukowka)                 | Lisna Poljana     |
| Heraskiwka                  | Гераськівка        | Гераськовка (Geraskowka)                | Heraskiwka        |
| Heraskiwske                 | Гераськівське      | Гераськовское (Geraskowskoje)           | Krasne Pole       |
| Horodyschtsche              | Городище           | Городище (Gorodischtsche)               | Sytschanske       |
| Kabytschiwka                | Кабичівка          | Кабычевка (Kabytschewka)                | Kabytschiwka      |
| Karawan-Solodkyj            | Караван-Солодкий   | Караван-Солодкий (Karawan-Solodki)      | Sytschanske       |
| Kaskiwka                    | Каськівка          | Каськовка (Kaskowka)                    | Krasne Pole       |
| Krasne Pole                 | Красне Поле        | Красное Поле (Krasnoje Pole)            | Krasne Pole       |
| Krejdjane                   | Крейдяне           | Крейдяное (Kreidjanoje)                 | Sytschanske       |
| Kruptschanske               | Крупчанське        | Крупчанское (Kruptschanskoje)           | Lisna Poljana     |
| Kryske                      | Кризьке            | Кризское (Kriskoje)                     | Kryske            |
| Kurjatschiwka               | Курячівка          | Курячовка (Kurjatschowka)               | Bondariwka        |
| Lisna Poljana               | Лісна Поляна       | Лесная Поляна (Lesnaja Poljana)         | Lisna Poljana     |
| Lobassowe                   | Лобасове           | Лобасово (Lobassowo)                    | Sytschanske       |
| Lymariwka                   | Лимарівка          | Лимаревка (Limarewka)                   | Prosjane          |
| Lypowe                      | Липове             | Липовое (Lipowoje)                      | Kabytschiwka      |
| Markiwske                   | Марківське         | Марковское (Markowskoje)                | Lisna Poljana     |
| Nowa Ukrajina               | Нова Україна       | Новая Украина (Nowaja Ukraina)          | Bondariwka        |
| Perwomajske                 | Первомайське       | Первомайское (Perwomaiskoje)            | Krasne Pole       |
| Prosjane                    | Просяне            | Просяное (Prosjanoje)                   | Prosjane          |
| Rossochuwate                | Розсохувате        | Рассоховатое (Rassochowatoje)           | Prosjane          |
| Rudiwka                     | Рудівка            | Рудовка (Rudowka)                       | Heraskiwka        |
| Skorodna                    | Скородна           | Скородная (Skorodnaja)                  | Lisna Poljana     |
| Sytschanske                 | Сичанське          | Сычанское (Sytschanskoje)               | Sytschanske       |
| Sytschiwka                  | Сичівка            | Сычёвка (Sytschjowka)                   | Kryske            |
| Terniwka                    | Тернівка           | Терновка (Ternowka)                     | Heraskiwka        |
| Tyschkiwka                  | Тишківка           | Тишковка (Tischkowka)                   | Lisna Poljana     |
| Wessele                     | Веселе             | Весёлое (Wessjoloje)                    | Kabytschiwka      |
| Wynohradne                  | Виноградне         | Виноградное (Winogradnoje)              | Sytschanske       |
| Wyssotschyniwka             | Височинівка        | Высочиновка (Wyssotschinowka)           | Krasne Pole       |